# 下疝畸形
下疝畸形（英語：Arnold–Chiari malformation），又稱為Chiari畸形或小腦扁桃體下疝畸形，是一种腦部構造上的畸形。它分为I，II，III及IV型，最普遍為I型，變化及受影響症狀範圍亦為最廣，因人而異，但絕大部份亦因此影響正常生活及社交。
小腦扁桃體下疝畸形大部份都是先天性的，但亦有少部份因傷患而後天引起。通常来讲此病症是因为小腦扁桃體移位并且穿过枕骨大孔 从而压迫了延髓。

## 症狀
小腦扁桃體下疝畸形的临床症状包括頭痛，疲勞，在頭部和面部的肌肉無力，吞嚥困難，頭暈，噁心，協調障礙，失眠，注意力不集中，記憶力減退等。在严重的病例中，还可观察到脑积水、鞘膜积液和脑膜瘤。

## 病因
小腦扁桃體下疝第二型和小腦扁桃體下疝第三型的形成都是由於脊髓膜疝氣或其它脊椎疾病的關係使終絲向椎管拉扯脊髓所造成。針對小腦扁桃體下疝第一型，醫界則有不同看法，有醫生認為是因為腦脊髓液的循環有問題或後腦窩的容積過小所造成，而近年來，有更多的研究指向小腦扁桃體下疝第一型也是因為終絲牽扯所造成。

## 治療
傳統小腦扁桃體下疝手術採用減壓手術(通過枕骨大孔減壓)，手術對下疝的小腦扁桃體進行切除或取走後顱一小塊骨頭，或兩者同時進行達到枕骨區減壓。近年來，另有認為終絲牽扯爲病因的醫生開始進行終絲切斷手術，手術風險較減壓手術小。